# Branov
Branov är en ort i Tjeckien.   Den ligger i regionen Mellersta Böhmen, i den centrala delen av landet, 40 km väster om huvudstaden Prag. Branov ligger 315 meter över havet och antalet invånare är 208.
Terrängen runt Branov är platt västerut, men österut är den kuperad. Branov ligger nere i en dal. Runt Branov är det ganska glesbefolkat, med 43 invånare per kvadratkilometer. Närmaste större samhälle är Beroun, 17,2 km öster om Branov. I omgivningarna runt Branov växer i huvudsak blandskog.